# Бернар де Мариньи, Гаспар де
Гаспар Огюстен Рене де Бернар де Мариньи (фр. Gaspard Augustin René de Bernard de Marigny; 2 ноября 1754, Люсон — 10 июля 1794, Комбран) — французский дворянин и морской офицер, один из ключевых лидеров Вандейского мятежа.

## Биография
Родился в родовом поместье в Люсоне. Приходился двоюродным братом другому видному лидеру вандейских повстанцев, Лескюру. Вдова Лескюра, мадам де Ларошжаклен писала о Гаспаре Бернар де Мариньи:

Это был красавец высокого роста и большой силы; он был веселым, остроумным, преданным и храбрым. Никогда еще я не видел никого столь обходительного: он всегда был готов делать то, что было приятно другим; насколько я помню, он обладал некоторыми познаниями в ветеринарном искусстве, поэтому все местные крестьяне обращались к нему, когда у них заболевала скотина.— Мемуары мадам де Ларошжаклен
В королевской Франции Гаспар Бернар де Мариньи поступил во флот, получил чин лейтенанта и участвовал в Американской войне за независимость под командованием Луи Шарля Дю Шаффо де Бесне и Шарля Анри Д'Эстена.
Существует легенда, что  1792 году, находясь в Париже, он участвовал в защите дворца Тюильри от революционной толпы вместе с солдатами Конституционной гвардии. 
Когда разразилась война в Вандее, он присоединился к восставшим после освобождения ими Брессюира и вскоре стал генералом артиллерии. Он отличился главным образом в битве при Туаре и в битве при Сомюре.

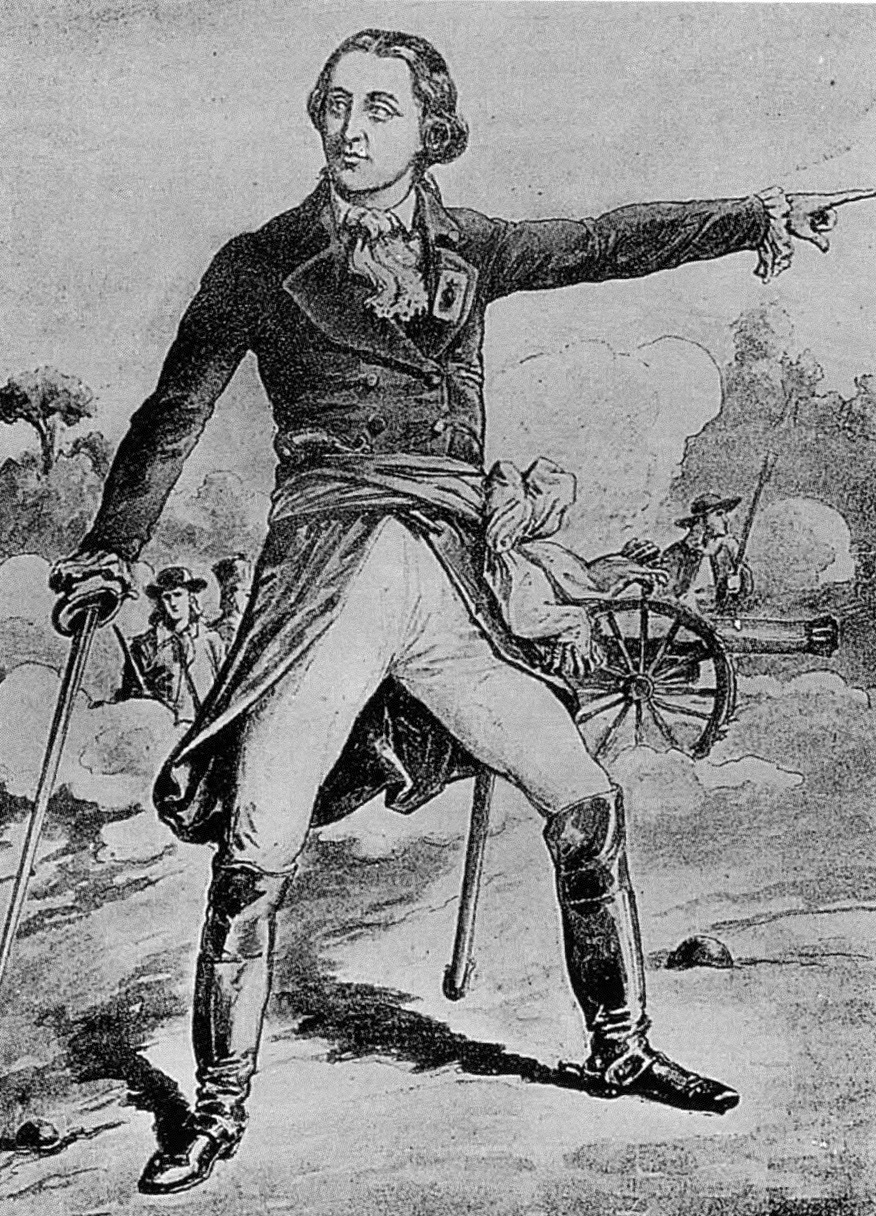
Гаспар Бернар де Мариньи

Однако, именно он был  ответственен за расправу над сотнями пленных республиканцев после первой битве при Шатийоне, а затем повторял подобные жестокие расправы еще несколько раз, причём многих пленных убивал своей рукой. По этому поводу мадам де Ларошжаклен замечает, что:

Гражданская война (в Вандее) исказила характер г-н де Мариньи: один из самых милых людей, которых я знала, превратился в кровожадного человека.— Мемуары мадам де Ларошжаклен
Де Мариньи стал командиром крупного самостоятельного отряда размером с дивизию, жестокость которого воспринималась командирами других отрядов, как дискредитирующая вандейское движение. Тем не менее, в апреле 1794 года он подписал союзный договор с другими вандейскими вождями: Шареттом, Стоффле и Сапино. Однако затем он вступил в конфликт со Стоффле, и принял решение действовать самостоятельно. В ответ на это был созван военный совет, который 22 голосами (в том числе Шаретта и Стоффле) против 10 заочно приговорил Бертрана де Мариньи к смертной казни (25 апреля 1794 года).
Де Мариньи, покинутый большей частью своих сторонников, решил самостоятельно продолжить войну с республиканскими войсками, но, раненый, укрылся в  замке Ла-Жирардьер близ Комбрана. Там он был арестован и расстрелян людьми Стоффле. Остатки его войска разбежались или присоединилась к Сапино, который голосовал против казни Бернара.

## Отзывы современников
Г-н де Мариньи был назначен генералом артиллерии. Он прекрасно разбирался в этом военном искусстве: во время войны с Англией он участвовал в нескольких высадках (в Америке), и у него было больше опыта, чем у большинства других офицеров; но он разгорячился до такой степени, что совершенно потерял голову.— Мемуары мадам де Ларошжаклен